# Levene Gouldin & Thompson Tennis Challenger 2005
Il Levene Gouldin & Thompson Tennis Challenger 2005 è stato un torneo di tennis facente parte della categoria ATP Challenger Series nell'ambito dell'ATP Challenger Series 2005. Il torneo si è giocato a Binghamton negli Stati Uniti dall'8 al 14 agosto 2005 su campi in cemento.

## Vincitori

### Singolare
Andy Murray ha battuto in finale  Alejandro Falla con il punteggio di 7–6(3), 6–3

### Doppio
Huntley Montgomery /  Tripp Phillips hanno battuto in finale  Alex Bogomolov Jr. /  Travis Rettenmaier con il punteggio di 6–3, 6–2